# 첨자

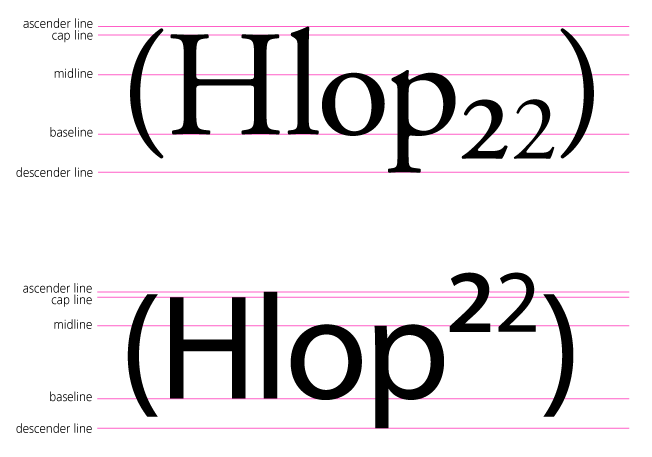
아래 첨자와 위 첨자의 예시

아래 첨자와 위 첨자는 각각 일반 문자 줄보다 약간 아래 또는 위에 설정된 문자(예: 숫자 또는 문자)이다. 일반적으로 나머지 텍스트보다 작다. 아래 첨자는 기준선 또는 그 아래에 표시되고 위 첨자는 위에 표시된다. 아래 첨자와 위 첨자는 공식, 수학적 표현, 화합물 및 동위원소의 사양에 가장 자주 사용되지만 다른 용도로도 많이 사용된다.
전문 타이포그래피에서 아래 첨자와 위 첨자는 단순히 크기가 줄어든 일반 문자가 아니다. 글꼴의 나머지 부분과 시각적으로 일관성을 유지하기 위해 서체 디자이너는 크기가 작은 문자보다 약간 더 무겁게 만든다(예: 중간 또는 굵은 글꼴). 아래 첨자 또는 위 첨자 텍스트가 원래 기준선에서 이동되는 수직 거리는 서체와 용도에 따라 다르다.

## 용도
단일 서체에는 다양한 용도로 다양한 위치에 아래 첨자 및 위 첨자 글리프가 포함될 수 있다. 가장 일반적인 네 가지 위치가 여기에 나열되어 있다. 각 위치는 서로 다른 상황에서 사용되므로 모든 위치에서 모든 영숫자를 사용할 수 있는 것은 아니다. 예를 들어 베이스라인의 아래 첨자 문자는 매우 드물며 많은 서체에서는 제한된 수의 위 첨자 문자만 제공한다. 위 첨자/아래 첨자를 포함하는 대부분의 글꼴은 글꼴 디자인에 따라 미리 결정된 크기와 방향을 갖는다.

## 정렬 예시
이 이미지는 일반적인 용도에 따라 아래 첨자와 위 첨자의 네 가지 일반적인 위치를 보여준다. 서체는 어도비 일러스트레이터에서 설정된 Minion Pro이다.

## 소프트웨어 지원

### 탁상 출판
많은 텍스트 편집 및 워드 처리 프로그램에는 자동 아래 첨자 및 위 첨자 기능이 있지만 이러한 프로그램은 일반적으로 별도로 설계된 아래 첨자 또는 위 첨자 문자 대신 크기가 줄어들고 위 또는 아래로 이동되는 일반 문자를 사용한다. 쿼크익스프레스 또는 어도비 인디자인과 같은 전문 조판 프로그램에도 일반 유형을 아래 첨자 또는 위 첨자로 자동 변환하는 유사한 기능이 있다. 그러나 이러한 프로그램은 많은 전문 서체 패키지(위 이미지에 표시된 것과 같은)에 포함된 특수 아래 첨자 및 위 첨자 글리프에 대한 기본 오픈타입 지원을 제공할 수도 있다.
아래의 오픈타입도 참조할 것.
| 소프트웨어            | 전문가용 글리프용 오픈타입 지원 여부 | 글리프 변환 기본값 (비전문가용 글리프) | 글리프 변환 기본값 (비전문가용 글리프) | 글리프 변환 기본값 (비전문가용 글리프) | 글리프 변환 기본값 (비전문가용 글리프) | 단축키             | 단축키         |
| 소프트웨어            | 전문가용 글리프용 오픈타입 지원 여부 | 크기                                   | 아래 첨자 위치                         | 위 첨자 위치                           | 사용자 수정 가능                       | 위 첨자            | 아래 첨자      |
| --------------------- | ------------------------------------ | -------------------------------------- | -------------------------------------- | -------------------------------------- | -------------------------------------- | ------------------ | -------------- |
| OpenOffice.org 3.3    | 아니요                               | 58%                                    | −33%                                   | +33%                                   | 예                                     | Ctrl+⇧ Shift+P     | Ctrl+⇧ Shift+B |
| LibreOffice 5.3       | 예                                   | 58%                                    | −33%                                   | +33%                                   | 예                                     | Ctrl+⇧ Shift+P     | Ctrl+⇧ Shift+B |
| Microsoft Word 2015   | 예                                   | 50%                                    | −14.1%                                 | +40%                                   | 수동                                   | Ctrl+⇧ Shift+=     | Ctrl+=         |
| Adobe Illustrator CS3 | 예                                   | 58.3%                                  | −33.3%                                 | +33.3%                                 | 예                                     |                    |                |
| Adobe Photoshop CS3   | 서수 식별자 전용                     | 58.3%                                  | −33.3%                                 | +33.3%                                 | 수동                                   | Alt+Ctrl+⇧ Shift+= | Ctrl+⇧ Shift+= |
| LaTeX                 | 예 (XeLaTeX 또는 LuaTeX 전용)        | ≈70%                                   | −14%                                   | +25%                                   | 수동                                   |                    |                |
| 참고: 1. 2. 3. 4. 5.  |                                      |                                        |                                        |                                        |                                        |                    |                |

### HTML
HTML 및 위키 구문에서 아래 첨자 텍스트는 <sub> 및 </sub> 태그 안에 넣어 생성된다. 마찬가지로 위 첨자는 <sup> 및 </sup>을 사용하여 생성된다. 결과 문자의 정확한 크기와 위치는 글꼴과 브라우저에 따라 다르지만 일반적으로 원래 크기의 약 75%로 축소된다.

## 같이 보기
- 후리가나
- 루비 문자
- 조판
- 글꼴